# 克里斯托弗·克努森
克里斯托弗·克努森（丹麥語：Kristoffer Knudsen，1991年2月19日—），丹麥男子羽毛球運動員。

## 簡歷
2015年5月，克里斯托弗·克努森出戰里加國際賽，與麥斯·埃米爾·克里斯坦森合作贏得男子雙打冠軍。

## 主要比賽成績
只列出曾進入準決賽的國際賽事成績：
| 年份   | 賽事                                             | 公開賽級別 | 項目     | 拍檔                   | 成績   |
| ------ | ------------------------------------------------ | ---------- | -------- | ---------------------- | ------ |
| 2013年 | 愛爾蘭羽毛球未來系列賽                           | 未來系列賽 | 混合雙打 | 路易丝·塞爱尔森        | 準決賽 |
| 2015年 | 荷蘭羽毛球國際賽                                 | 國際系列賽 | 混合雙打 | 玛雅·林德斯肖伊        | 亞軍   |
| 2015年 | 里加羽毛球國際賽                                 | 未來系列賽 | 男子雙打 | 麥斯·埃米爾·克里斯坦森 | 冠軍   |
| 2015年 | 芬蘭羽毛球國際賽                                 | 國際系列賽 | 混合雙打 | 埃米莉·尤尔·摩勒       | 亞軍   |
| 2016年 | 挪威羽毛球國際賽                                 | 國際系列賽 | 混合雙打 | 埃米莉·尤尔·摩勒       | 準決賽 |
| 2017年 | 斯洛文尼亞羽毛球國際賽                           | 國際系列賽 | 混合雙打 | 伊莎贝拉·尼尔森        | 準決賽 |
| 2017年 | 波蘭羽毛球國際賽                                 | 國際系列賽 | 混合雙打 | 伊莎贝拉·尼尔森        | 冠軍   |
| 2017年 | 挪威羽毛球國際賽                                 | 國際系列賽 | 混合雙打 | 伊莎贝拉·尼尔森        | 準決賽 |
| 2018年 | 瑞典羽毛球公開賽                                 | 國際系列賽 | 混合雙打 | 伊莎贝拉·尼尔森        | 亞軍   |
| 2018年 | 冰島羽毛球國際賽                                 | 國際系列賽 | 混合雙打 | 伊莎贝拉·尼尔森        | 亞軍   |
| 2018年 | 斯洛文尼亞羽毛球國際賽                           | 國際系列賽 | 男子雙打 | 麥斯·埃米爾·克里斯坦森 | 亞軍   |
| 2018年 | 斯洛文尼亞羽毛球國際賽                           | 國際系列賽 | 混合雙打 | 伊莎贝拉·尼尔森        | 亞軍   |
| 2018年 | 挪威羽毛球國際賽                                 | 國際系列賽 | 男子雙打 | 麥斯·埃米爾·克里斯坦森 | 亞軍   |
| 2019年 | 斯洛維尼亞羽毛球未來系列賽（页面存档备份，存于） | 未來系列賽 | 男子雙打 | Mouritz Troels Munk    | 亞軍   |
| 2019年 | 斯洛維尼亞羽毛球未來系列賽（页面存档备份，存于） | 未來系列賽 | 混合雙打 | 伊麗莎·梅爾高          | 亞軍   |
| 2021年 | 斯洛文尼亞羽毛球國際賽                           | 國際系列賽 | 混合雙打 | Malena Norrman         | 準決賽 |

| 2007-2017年 | 首要超級賽 | 超級賽 | 黃金大獎賽 | 大獎賽 | 國際挑戰賽 | 國際系列賽 | 未來系列賽 | 其他 |

| 2018-2026年 | 總決賽 | 超級1000賽 | 超級750賽 | 超級500賽 | 超級300賽 | 超級100賽 | 國際挑戰賽 | 國際系列賽 | 未來系列賽 | 其他 |